# Guarizama
Guarizama es un municipio del departamento de Olancho en la República de Honduras.

## Toponimia
Su nombre procede de Quanhilzamatil, árbol de amate prieto, probablemente en el lugar había ese árbol.

## Límites
Está situado al sur del Río Telica.
| Orientación | Límite                                        |
| ----------- | --------------------------------------------- |
| Norte       | Municipio de Gualaco, Olancho                 |
| Sur         | Municipio de Manto, Olancho                   |
| Este        | Municipio de San Francisco de la Paz, Olancho |
| Oeste       | Municipio de Manto, Olancho                   |

## Datos históricos
En 1887, en el censo de población de 1887 figura como Aldea de Manto.
En 1901, le dieron categoría de Municipio.

## División Política
Aldeas: 5 (2013)
Caseríos: 
| Código | Aldea         |
| ------ | ------------- |
| 150901 | Guarizama     |
| 150902 | El Zapotal    |
| 150903 | La Carta      |
| 150904 | Los Cajones   |
| 150905 | Trinidad      |
| 150906 | El Rodeo      |
| 150907 | El Campanario |